# Miquel Ferrer Sanxis
Miquel Ferrer Sanxis (Castelldefels, Baix Llobregat, 1899 - Barcelona, 1990) fou un polític i sindicalista català.

## Biografia
Estudià comerç a Barcelona, i en començar a treballar, s'afilià al Centre Autonomista de Dependents del Comerç i de la Indústria (CADCI). El 1922 participà en la fundació de les Joventuts d'Acció Catalana, i s'integrà en Estat Català, del que fou membre del seu Directori. Més tard s'uní a la Societat d'Estudis Militars (SEM), on hi contactaria per primer cop amb Josep Maria Batista i Roca. El maig de 1925 participà en el complot de Garraf planejat per Bandera Negra per acabar amb el rei Alfons XIII d'Espanya. Fou declarat culpable i va ser empresonat a Alacant el 1926. El 1930 fou alliberat, i les seves idees comunistes el portaren a afiliar-se al Bloc Obrer i Camperol (BOC), del que fou membre del comitè executiu i un dels màxims exponents de l'ala catalanista i col·laborador als diaris L'Hora, La Batalla, Front i Treball. El 1936 seguí el corrent minoritari del BOC que no s'uní al Partit Obrer d'Unificació Marxista (POUM), sinó al Partit Socialista Unificat de Catalunya (PSUC) i a la Unió General de Treballadors (UGT).
Fou secretari general de la UGT del Principat des del 1937 fins a la fi de la Guerra Civil espanyola, cosa que l'obligà a exiliar-se a França. Poc després fou expulsat del PSUC, i marxà a Mèxic (1939), on participà en la fundació del Partit Socialista Català (PSC). Alhora participà en les instàncies unitàries del catalanisme de l'exterior, i així fou secretari de la Confederació d'Organitzacions Catalanes d'Amèrica, i participà en el Consell Nacional de Catalunya (oficial, amb seu a Londres, 1948) i en el Consell Nacional Català (CNC) que fundà Josep Maria Batista i Roca, i del que fou secretari per Amèrica. També fou actiu en el camp cultural, tant català com americà, i així promogué la Revista dels Catalans d'Amèrica, fou secretari del Club del Llibre Català (1944-60), i fundador de la Compañía General Editora i de l'Instituto Panamericano de Documentación. El 1965 retornà a Barcelona.
El seu fons personal està dipositat al CRAI Biblioteca del Pavelló de la República. Consta de correspondència rebuda o/i escrita per Miquel Ferrer, documents diversos relacionats amb activitats culturals, amb les seves memòries, escrits incomplets, escrits d'altres, sobre diferents personalitats, història d'Amèrica, la llengua i la qüestió nacional, documents del Consell Nacional Català i sobre la comunitat catalana a l'exili.

## Obres
- Enric Prat de la Riba i l'Assemblea de Parlamentaris (1961),
- Pompeu Fabra, exemple i guia (1968)
- La Generalitat de Catalunya a l'exili (1977)
- L'evolució del pensament polític català 1923-1939 (1982)
- Memòries. 1920-1970